# Boliani
I Boliani (in inglese Bolians) sono una specie aliena dell'universo fantascientifico di Star Trek, originaria del pianeta Bolarus IX (chiamato anche Bolias o Bolius IX),  Compaiono per la prima volta nell'episodio della prima stagione di Star Trek: The Next Generation, Cospirazione (Conspiracy, 1988).

## Caratteristiche
I Boliani si distinguono per la carnagione azzurrina (che ricorda quella di un andoriano) e una linea più scura che scorre in senso verticale lungo il centro del volto. Il sangue boliano è di colore blu ed è caratterizzato da una chimica completamente diversa da quello delle altre specie aliene (una trasfusione di sangue vulcaniano per esempio è fatale per un Boliano). I Boliani hanno l'interno della lingua cartilagineo, il che permetterebbe loro di resistere anche a una colata di acido. Il cuore dei Boliani è posizionato nella parte destra del tronco, più o meno nella posizione in cui gli umani hanno il fegato.
La cucina boliana fa uso di carni parzialmente decomposte.
La civiltà boliana ammette da lungo tempo il suicidio assistito e considera eticamente accettabile qualsiasi azione volta ad alleviare le sofferenze di un individuo, anche se questa azione implica la morte dell'individuo medesimo. Fin dal medioevo boliano il suicidio assistito era consentito come metodo per lenire le sofferenze; il principio recita: «Un'azione il cui effetto principale sia lenire le sofferenze può essere eticamente giustificata, anche nel caso in cui l'azione stessa abbia l'effetto secondario di causare la morte».

## Storia
Nel 2373, il governo boliano autorizza la Commissione Ferengi per il Gioco a gestire i loro centri di gioco d'azzardo.
Nel XXIV secolo sono molti i Boliani a vivere sulla Terra.